# Граф Еттлі
Граф Еттлі — спадковий титул в системі Перства Сполученого королівства, створений 16 грудня 1955 року для Клемента Еттлі (1883—1967), колишнього прем'єр-міністра Великої Британії (1945—1951). Одночасно з графським титулом він отримав титул віконта Прествуда з Волтемстоу в графстві Ессекс (перство Сполученого королівства).
Станом на 2020 рік, володарем графського титулу є його онук, Джон Річард Еттлі, 3-й граф Еттлі (нар. 1956), який успадковував батькові в 1991 році. Він є одним із 90 обраних спадкових перів, які зберегли своє місце в Палаті лордів після прийняття акта про перів у 1999 році. на відміну від свого батька і діда, нинішній лорд Еттлі є членом консервативної партії.

## Графи Еттлі (1955)
- Клемент Річард Еттлі, 1-й граф Еттлі (3 січня 1883 — 8 жовтня 1967), син адвоката Генрі Еттлі (1841—1908) і Еллен Бравері Уотсон (1847—1920).
- Мартін Річард Еттлі, 2-й граф Еттлі (10 серпня 1927-27 липня 1991), єдиний син попереднього і Вайолет Еттлі (1895—1964)
- Джон Річард Еттлі, 3-й граф Еттлі (нар. 3 жовтня 1956), син попереднього і Енн Барбари Хендерсон

Немає спадкоємця титулу.